# ترزاسکوو
ترزاسکوو (به لاتین: Trzaskowo) یک منطقهٔ مسکونی در لهستان است که در Gmina Czerwonak واقع شده‌است.

## خصوصیات
ترزاسکوو ۶۲ نفر جمعیت دارد.